# ネパールの民族

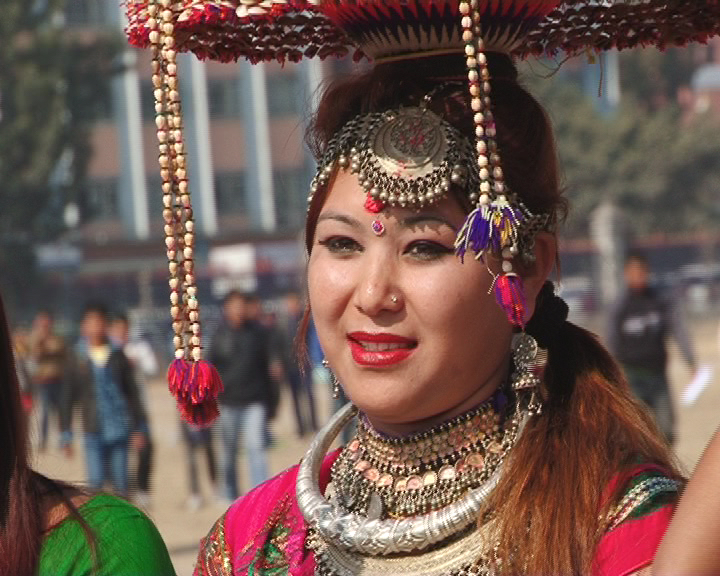
タルー族の女性

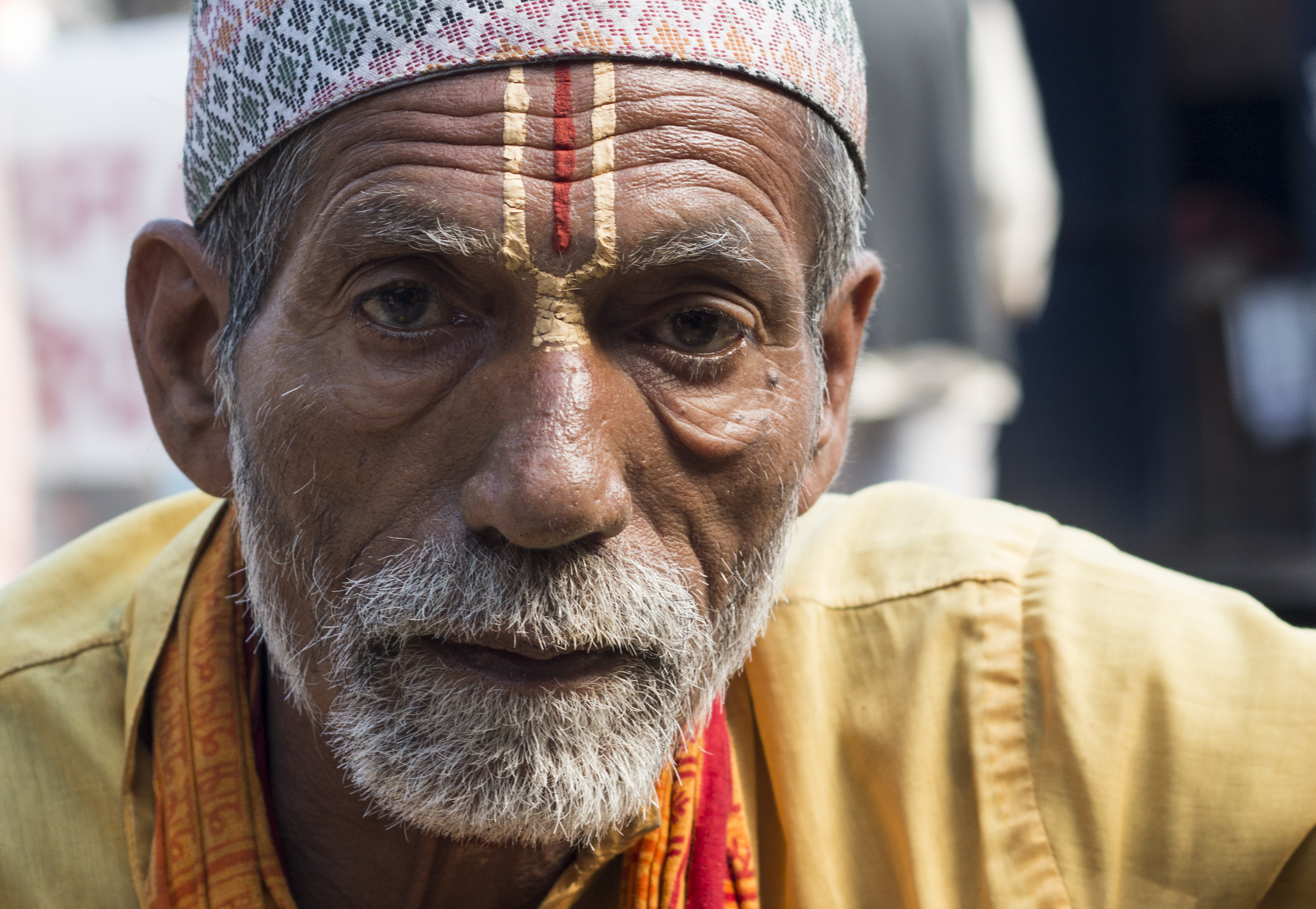
バウンの司祭

ネパールの民族（ネパールのみんぞく）は、地形的・歴史的な経緯から様々な言語・文化・宗教をもつ人々で構成されている。1991年からの国勢調査では、カーストと民族を「ジャート/ジャーティ」という言葉で括って集団人口を集計しているが、2011年の国勢調査によればその他を除くジャート/ジャーティの数は125を数える。
また、言語別では一部例外を除きインド・ヨーロッパ語系とチベット・ビルマ語系に2分されるが、2011年国勢調査では母語人口が10万人を超える言語に限っても19言語を数え、それ未満の少数言語・方言を含めると123言語に及ぶ。さらに、ジャート/ジャーティと言語は必ずしも相関せず、またジャート/ジャーティ・言語いずれにおいても、人口的に過半数を占める集団はいない。宗教は、ヒンドゥー教徒が多数を占めるが、仏教徒・ムスリム・土着宗教に加え民主化以降はキリスト教徒も数を増やしている。
かつてのネパール王国は、そうした多様な諸民族をカースト制やネパール化によって統治・統合してきた。2006年に第2次民主化を達成した現在のネパールでは、自治州を願う民族もおり、依然として残る民族間の政治・経済・教育などの格差をなくしつつ如何に包摂（ネパール語で「サマーベーシーカラン」）するかが、国家にとっての大きな課題となっている。

## 地理的分布

諸民族の分布

ネパールの国土は東西に細長く、チベットとの国境となる北のヒマラヤ山脈を背に南麓に丘陵地帯を擁し、南側のインドとの国境線付近にはガンジス平野に繋がる平野部が広がる。その地理的環境から、それぞれ東西帯状のヒマラヤ（高地・山岳などとも言う）・パハール（山地・丘陵・中山間などとも言う）・タライ（平野・低地・テライ・マデスなどとも言う）の3つに区分することができる。そして諸民族は各々居住地に適応した生業と文化をもつため、その分布は地形と一定程度の相関関係があり、おおまかには、インド・ヨーロッパ語族インド語派はタライ、チベット・ビルマ語族はヒマラヤに多く、パハールでは西に行くほど前者、東に行くほど後者が多くなる。

### パハール

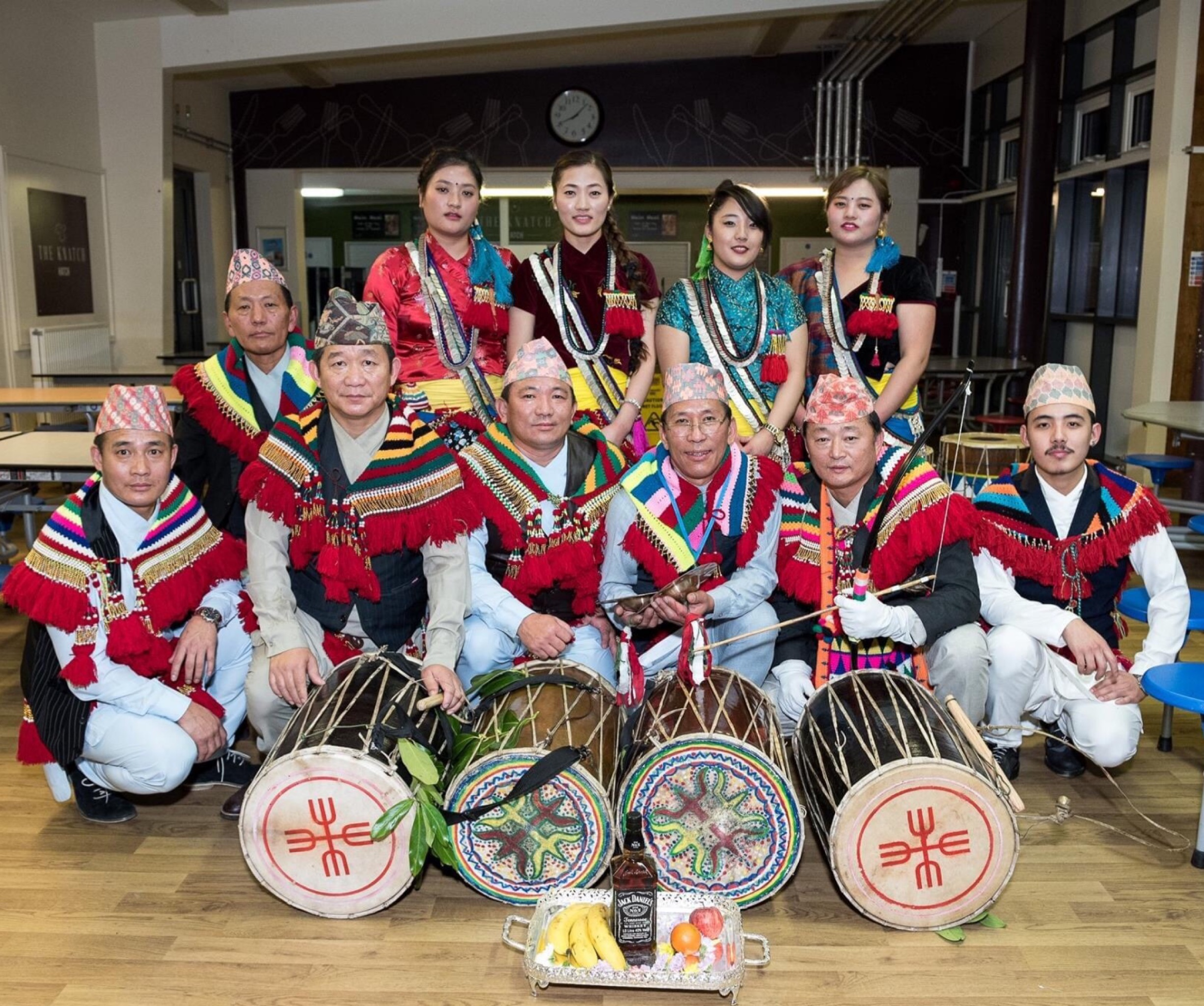
民族衣装を纏うスヌワール族

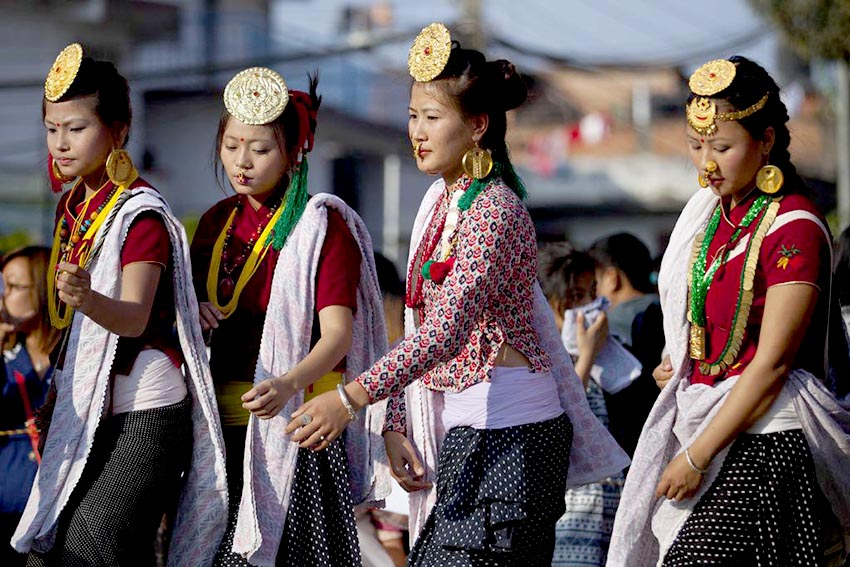
民族衣装を纏うライ族の女性

この地に住み伝統的にネパール語を用いるヒンドゥー教徒の集団を一括りにパルバテ・ヒンドゥー（山地のヒンドゥー教徒）と呼ぶ。パルバテ・ヒンドゥーはかつてのネパール王国を担った集団で、現在のネパールでも人口の1/3を占め政治的な優位を保っている。歴史的にはヒマラヤ南麓に沿って西から移入してきたアーリア系とされ、13世紀にマッラ朝を立てたカス族は現在のチェトリの先祖とされている。パルバテ・ヒンドゥーに含まれるジャートは、かつて上位カースト（バウン・チェトリ）と不可触民（現在のダリット。カミ・ガンダルバなど）に2分され、その中間にはマトワリ（酒飲みの意味）と呼ばれた非ヒンドゥー教徒の民族（チベット・ビルマ語族系諸民族）が組み込まれていた。
このチベット・ビルマ語族系諸民族の中でもっとも存在感をもつのがネワール族である。ネワール族は、18世紀のゴルカ朝以前からカトマンズ盆地に住み着いていた先住民族が徐々に吸収されていった集団と考えられる。ネワール族はネワール語を母語とする人が多く、仏教徒（ネワール仏教）もいる。ネワール族のおよそ半数は盆地内に住むが、交易商も多かったため全国に分布しインドにも居住している。
この他の山地のチベット・ビルマ語族系諸民族として、キラータと呼ばれる土着宗教を信仰するキランティ諸族（東部国境からタムル川までに多いリンブー族、アルン川流域からドゥド・コシ川までに多く複数の言語をもつライ諸族、キムティ・コーラとリクー・コーラにはスヌワール族）、仏教徒のタマン族、ジャナジャーティ（諸民族）でもっとも人口が多いマガール族、より高所に居住するグルン族、商業民族のタカリー族、近年キリスト教徒が増えているチェパン族などがいる。

### タライ

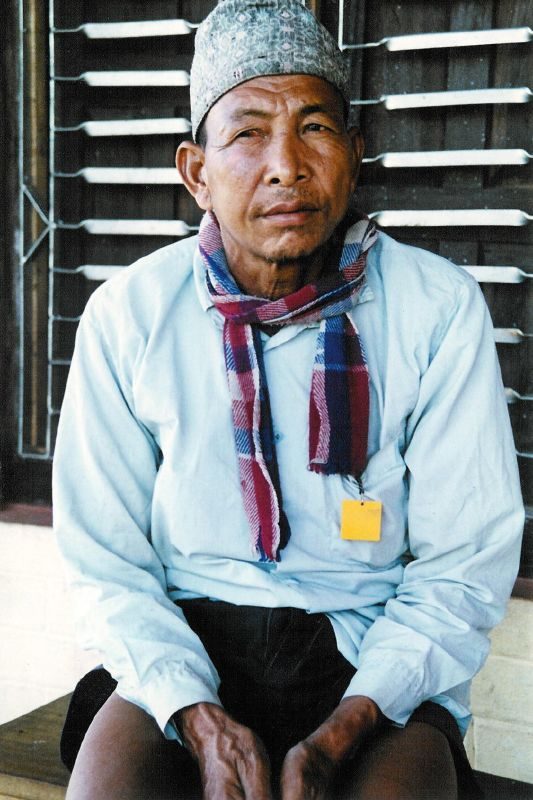
民族衣装を纏うタルー族の男性

この地域は、元々はマラリアが蔓延する森林地域で、遺伝的にマラリアに耐性があるとされるタルー族などの先住民が住んでいた。一方で肥沃な平地は農業生産が期待できるためネパール王国のシャハ政権時代から開拓と入植が進められ、特にマラリア撲滅プログラムが実行された1950年頃から開発政策は加速した。
タライの住人を言語別にみると、ネパール語よりもヒンディー語に近い言語（マイティリー語・ボジュプリー語・アワディー語）が多い。これらを母語とする人々をマデシ（タライのインド系住民）と総称する。どこまでの人々をマデシに含むか解釈は様々だが、その人口はおおよそネパール全体の2割から3割程度とされる。マデシはヒンドゥー教の中でも古典的な形態を残し、そのカーストも細かく分かれて厳格なルールをもっていた。また、先住民を不可触民以下に見放す傾向があった。一方でマデシは、パンチャーヤト体制時代に2級市民の扱いを受けていた過去があり、親インド派も多く、高度な自治を求めるマデシ運動を展開している。
タライの先住民のなかでもっとも人口が多いのがタルー族である。タルー族はタライ西側を中心に住みジャナジャーティの中でも2番目に人口が多く、独自のタルー語を母語とする。タルー族は入植してきたパハリ（タライの山地系住民の総称）に土地を奪われ、カマイヤ（債務労働者）に落とされた過去がある。そうした経緯から、タルー族もまた自治を求めるタルーハット運動を展開している。
その他の先住民として、インド・ヨーロッパ語族系のラージバンシ族・ダヌワール族・マジ族・ダライ族、ドラヴィダ語族系のダンガル族、狩猟採集生活の痕跡を残すサタール族などがいるほか、ネパール語でムサルマンと呼ばれるイスラム教徒も大部分がタライに住んでいる。

### ヒマラヤ

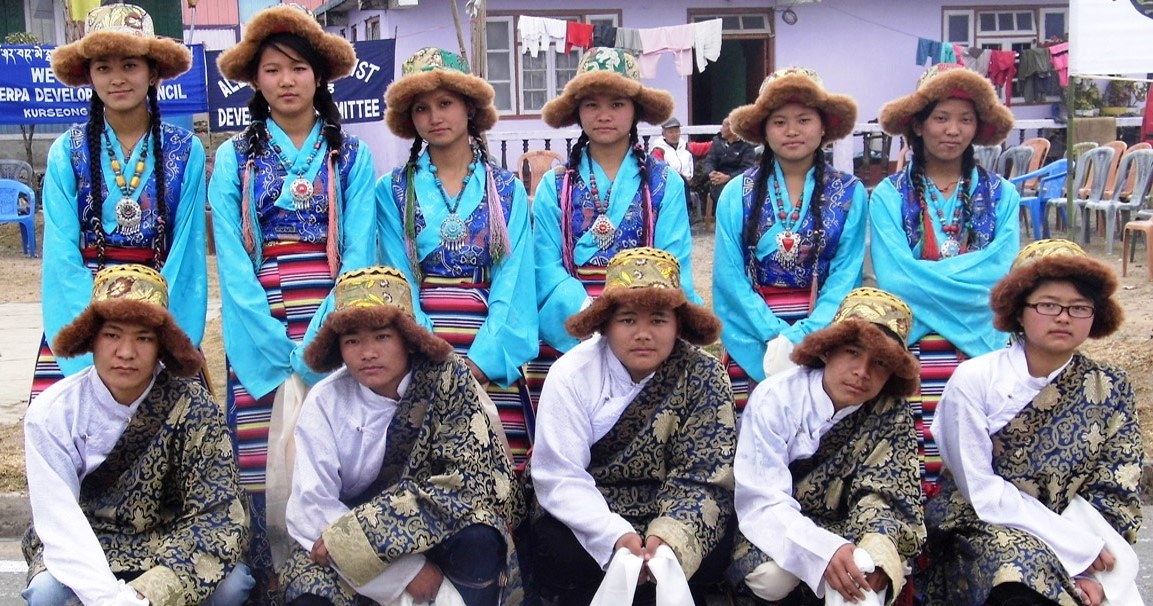
民族衣装を纏うシェルパ

この地域に住むのは、チベット・ビルマ語族のなかでもほぼチベット語の方言と言える言語をもつチベット系諸民族である。チベット系諸民族の人口は全体の1%にも満たないマイノリティで、ネパール語ではボーティアあるいはボテなどの蔑称的なニュアンスをもつ言葉で括られる。
チベット系諸民族でもっとも著名なのは、ヒマラヤ登山のポーターとして知られるシェルパである。シェルパは16世紀頃にヒマラヤ東部のソル・クーンブ地方に移住し農耕・放牧およびそれに結び付けた交易を生業としてきた。シェルパを含むヒマラヤ東部の諸民族（ワルン・ナムチェなど）は、基本的に言語・宗教（チベット仏教）・親族関係などにチベット文化を色濃く残すが、生活文化は19世紀以降にインドの近代化の影響を受けている。
ヒマラヤ中西部では、チベット西南と結びついた文化をもつ人々がいる。ドルポ地方では土着宗教のボン教が残存し、灌漑を必要とするオオムギやソバを栽培しヤクやヤギの羊毛を交易物資する人々が居住している。その他にマルシャンディ谷上流には活発な交易活動をするマナン語を話す人々がおり、またカリ・ガンダギ上流のロ地方にはかつてチベット系王国が存在していた。

## ネパールの近現代とカースト・民族

### ネパール王国
16世紀の小王国分立時代には極めて小さな国であったゴルカ朝は、周辺勢力を次々に征服してラナ・バハドゥル・シャハ王の時代（1777年-1799年）に現在のネパールとほぼ同じ領土まで拡大した（ネパールの統一）。この頃インドを支配していた東インド会社が、タライの領有権を主張してゴルカ朝と対立し、1814年にゴルカ戦争が勃発する。この戦争で英国側に付いて戦った傭兵にグルカ兵がいる。グルカ兵は、現在にいたるまで英国陸軍・インド陸軍で雇用され続けているが、その出身はネパールのマガール族などチベット・ビルマ語系諸族が中心である。兵役を通じて西欧民主主義を経験した退役グルカ兵は、のちにネパールの先住民族運動に様々な影響を与える事となる。
ゴルカ朝はゴルカ戦争に敗れ、1816年に結んだ講和条約により現在の国境線が引かれた。これは国境線が政治文化的境界線ではなく、軍事的な力関係によって引かれた事を意味し、その結果ネパールは様々な人々を領土内に抱える事となる。また、敗戦をきっかけにシャハ王家は弱体化し、19世紀中頃には宰相ラナ家による専制政治が始まる。イギリスとの国力差を目の当たりにしたジャンガ・バハドゥル・ラナは、民生改革に着手。その一環として法典『ムルキ・アイン』を制定するが、その中でカーストによる身分制度を明文化した。このカースト制は諸民族を統治するための政治的なツールであり、国内にいるあらゆる人間をジャート（=カースト）にはめ込んでいるのがの特徴である。そしてジャートによる枠組みは、カーストが廃止された現在でも基本的な単位として認識され続けている。また、高等教育にも力を入れ海外に留学生を派遣したが、留学先で近代化に目覚めた若者たちは反ラナ運動の中核となっていく。
第2次大戦後にアジア諸国が独立を話したことに刺激され、インドのカルカッタで反ラナ派がネパール民主主義会議が結成。1950年に軟禁されていたトリブバン王が脱出したのに呼応して会議派が決起し、1951年に王政が復古した。1959年に行われた総選挙で会議派内閣が誕生するが、1960年にマヘンドラ王は内閣に対して逆クーデターを起こし、国王親政を敷いてパンチャーヤト制を導入した。パンチャーヤト体制の時代では、国王・ヒンドゥー教・ネパール語を3つの柱とする国民形成（ネパール化）が推進された。これによりカーストは廃止され、多様な民族を画一的な国民集団に統合することを試みた。しかし少数民族に対する視点が欠如した政策方針はマイノリティを中心に反発を生み、完全にネパール化することはなかった。

### 民主化

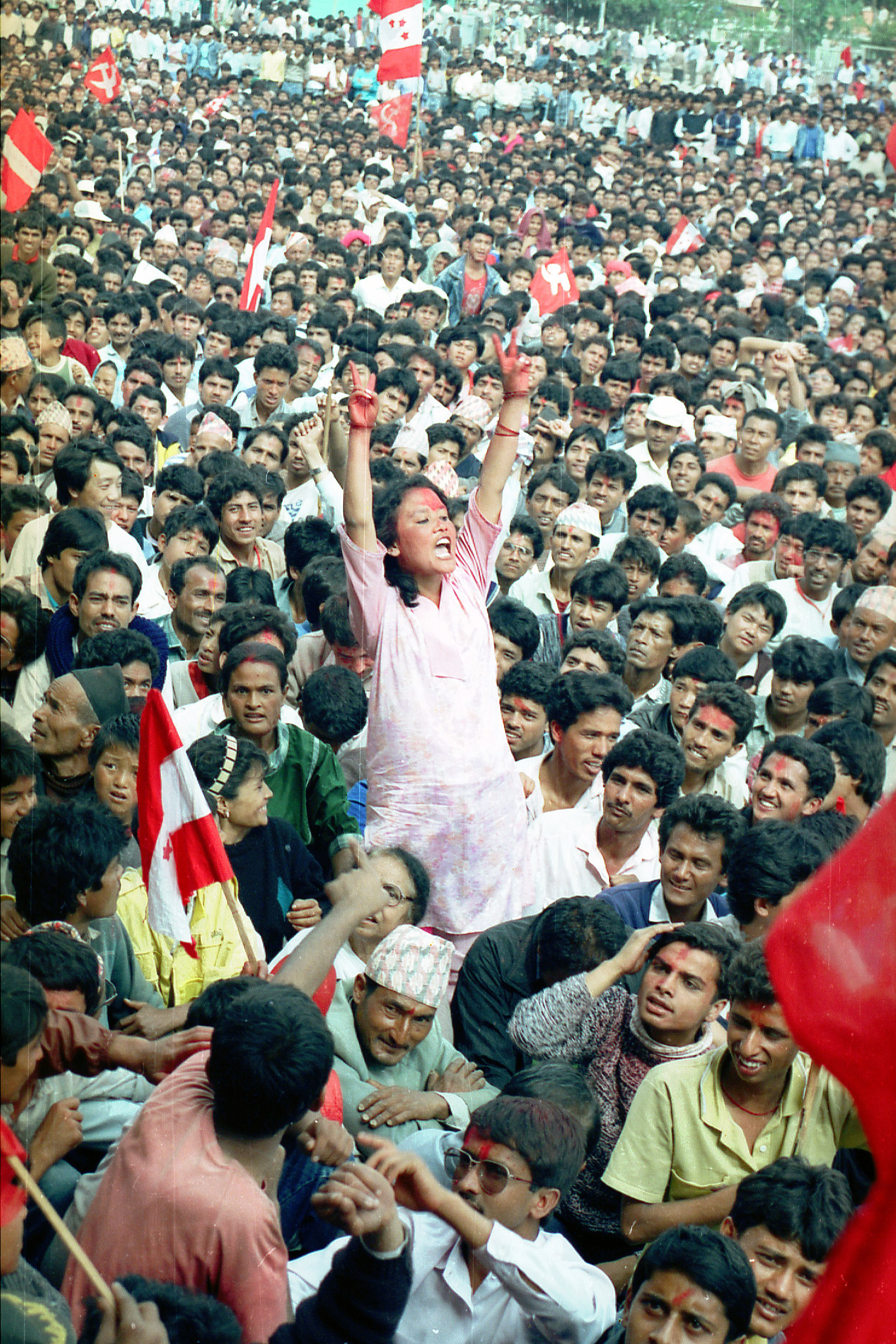
第1次民主化の勝利集会（1990年4月9日）

1989年ごろからパンチャーヤト体制下で高等教育を受けたチベット・ビルマ語系諸民族あるいはタライのインド系住民らが中心となり、パンチャーヤト体制に対して反対運動を展開し、その結果1990年に憲法が改正され立憲君主制となった。これを第1次民主化（ジャナ・アンドラン）と呼ぶ。1990年憲法でネパールは多言語多民族国家と宣言され、従来のネパール化の方針は撤回された。
1996年からマオイストと政府の間でネパール内戦が勃発。マオイストはネパール内の貧困層・不可触民・女性などの弱者を取り込み勢力を拡大。当初は対立していた諸政党も共闘して2006年には王政を廃止に追み、2008年に連邦民主共和制となった。これを第2次民主化（ロクタントラ・アンドラン）と呼ぶ。この間に様々な民族がアイデンティティを主張し、権利主張や支配層（バフン・チェトリ・ネワールが中心）への批判を展開していく。いくつかの集団が連携を強め民族的な運動を展開していく中で、ジャナジャーティ（諸民族）・ダリット（旧カーストの不可触民）・マデシなどの新しい包括的用語が生まれた。
特にマデシは、タライに自治州を求める運動（マデシ運動）を展開。マデシを支持母体とするマデシ政党は、2008年の第1回制憲議会選挙では第4勢力になるまで成長した。一時期は暫定政府から自治州も約束されたが、2015年のネパール地震をきっかけに制憲が急がれたため方針が転換され、これに抗議する一部マデシが過激化し死者を出す衝突へと発展した。
現在のネパールは、アディバシやダリットなどを含む経済的・政治的な弱者をいかに包摂（サマーベーシーカラン）するかが課題となっている。民族に関連する動きとしては1991年にネパール先住民族連合、2002年に国立先住民族開発機構が立ち上がり、両者が59民族をアディバシ・ジャナジャーティ（先住民族）としてリストアップ。その一部を留保制度や社会保障の対象とした事が挙げられる。